# Jabłonica (rejon wierchowiński)
Jabłonica (ukr. Яблуниця) – wieś w rejonie wierchowińskim, w obwodzie iwanofrankiwskim Ukrainy. Położona nad Białym Czeremoszem, za którym znajduje się bliźniacza miejscowość Jabłunycia.
W okresie II Rzeczypospolitej miejscowość w składzie powiatu kosowskiego województwa stanisławowskiego. Stacjonowała w niej placówka Straży Celnej ze składu komisariatu Straży Celnej „Uścieryki”. 
W lipcu 1941 Ukraińcy zamordowali tutaj 74 Żydów. W latach 1943–1944 nacjonaliści ukraińscy z OUN-UPA zamordowali we wsi 16 Polaków.